# سامبا سو
سامبا سو (انگلیسی: Samba Sow؛ زادهٔ ۲۹ آوریل ۱۹۸۹) بازیکن فوتبال اهل مالی است.
از باشگاه‌هایی که در آن بازی کرده است می‌توان به باشگاه فوتبال قیصریه‌اسپور، باشگاه فوتبال کاردمیر قره‌بوک‌اسپور، باشگاه فوتبال ناتینگهام فارست، باشگاه فوتبال لانس، و باشگاه فوتبال دینامو مسکو اشاره کرد.
وی همچنین در تیم ملی فوتبال مالی بازی کرده است.